# のしこみうどん
のしこみうどんは、東京都奥多摩地域の郷土料理。
煮干しとシイタケでとった出汁に酒、塩、醤油で味をつけ、うどんと油揚げ、ネギ、季節の野菜を煮込んだ料理である。
現在の奥多摩町は江戸時代には江戸幕府の直轄領であったが、大部分は山林であり山も急峻とあって水田には向かず、小麦や蕎麦の栽培が主であった。そのため、奥多摩地域ではうどんや蕎麦を食する粉食の文化が定着した。また、晩秋から冬にかけては山の気候は寒く、山仕事をする人が仕事を終えて、帰宅したときに手早く温かく作れることから、のしこみうどんは各家庭で作られ、食されてきた。
1975年（昭和50年）頃までは、猟で捕れたイノシシや鹿、各家庭でさばいた鶏を入れることもあった。
今日でも、高齢者がいる家庭を中心に、家庭で作られ、食され続けているが、飲食店での提供はない。
「のしこみ」は「伸す」、すなわちうどんを打って「伸ばし広げる」ことが由来の語である。鍋からずるずると取り出して食すことからずりだしうどんと呼ぶ地域もある。うどんは幅が広く、山梨県のほうとうに似る。